# Plage de Mýrtos
La plage de Mýrtos (grec moderne : παραλία Μύρτου / paralía Mýrtou), ou simplement Mýrtos (Μύρτος), se trouve dans la région de Pýlaros, au nord-ouest de l'île de Céphalonie, dans la mer Ionienne en Grèce. La plage de Mýrtos est située au pied de deux montagnes, Agia Dynati et Kalon Oros (901 m).

## Géologie
La plage est constituée de galets ronds et blancs. La dérive littorale, ainsi que l’énergie des vagues, ont façonné le rivage. Lorsque les vagues se courbent le long de la plage, elles ramassent également les plus beaux morceaux de marbre ; cela crée des panaches de sédiments qui suivent la courbe de la plage avec la direction des vagues donnant à l'eau une nuance de turquoise.

## Notoriété
Mýrtos a été décrite comme « l'une des plages les plus spectaculaires de Grèce », avec son « arc de galets blancs éblouissants d'un mile et demi de long ».
Elle a été utilisée comme lieu de tournage de l'épisode de l'explosion de la mine dans le film La Mandoline du capitaine Corelli.
Mýrtos a été élue 12 fois meilleure plage grecque, et figure régulièrement dans les listes des meilleures plages.
Une route escarpée et sinueuse, d'environ 2 km descend jusqu'à la plage depuis le village de Divarata.
Pendant la haute saison touristique en été, la municipalité de Pýlaros propose un service de bus public vers et depuis la plage de Mýrtos, au départ de la zone portuaire d'Agia Efimia. Les horaires sont disponibles au bureau d'information touristique d'Agia Efimia et peuvent également être répertoriés en ligne. Un parking privé est disponible au pied des falaises. 

## Galerie

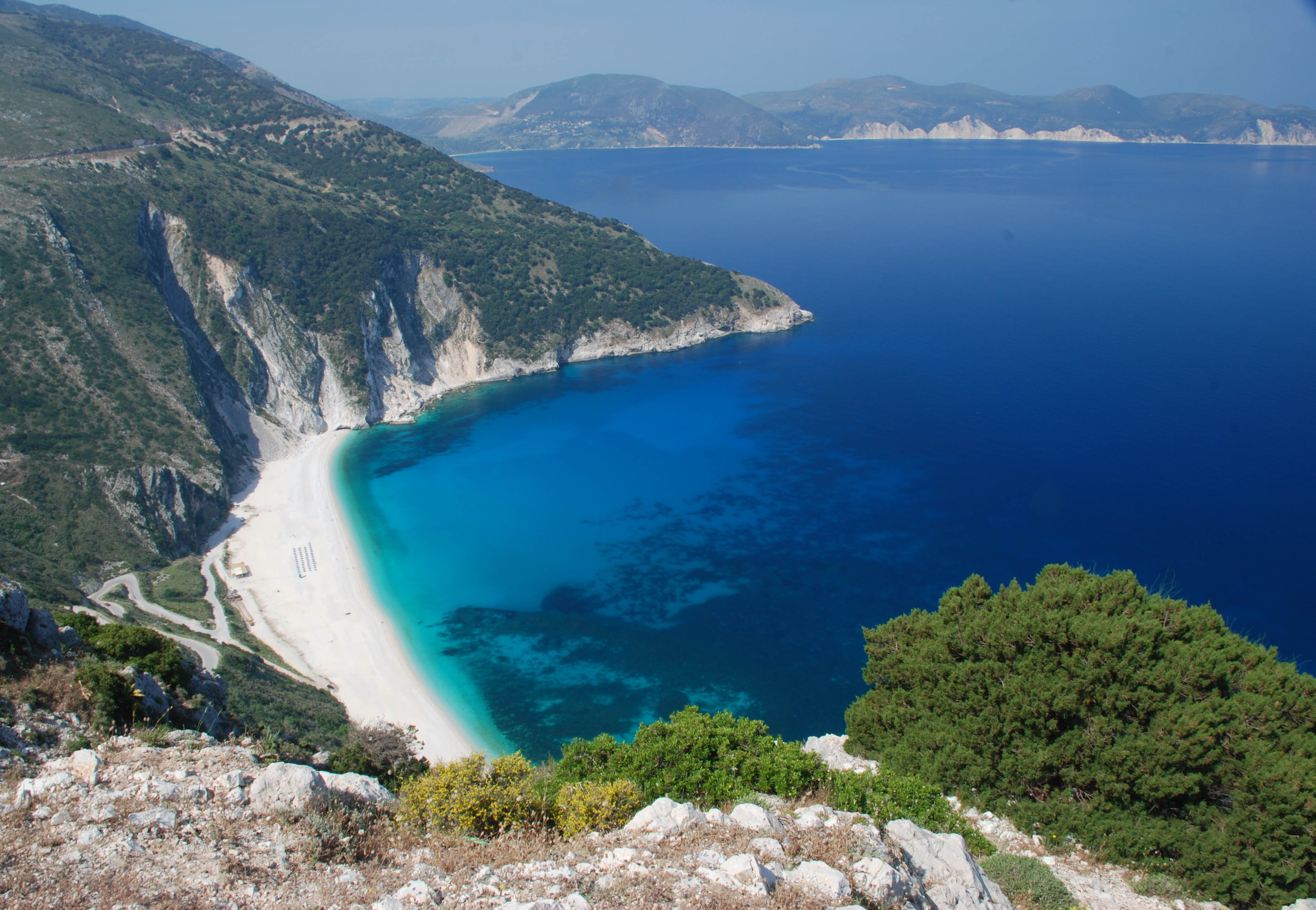
La plage de Mýrtos vue depuis la route côtière
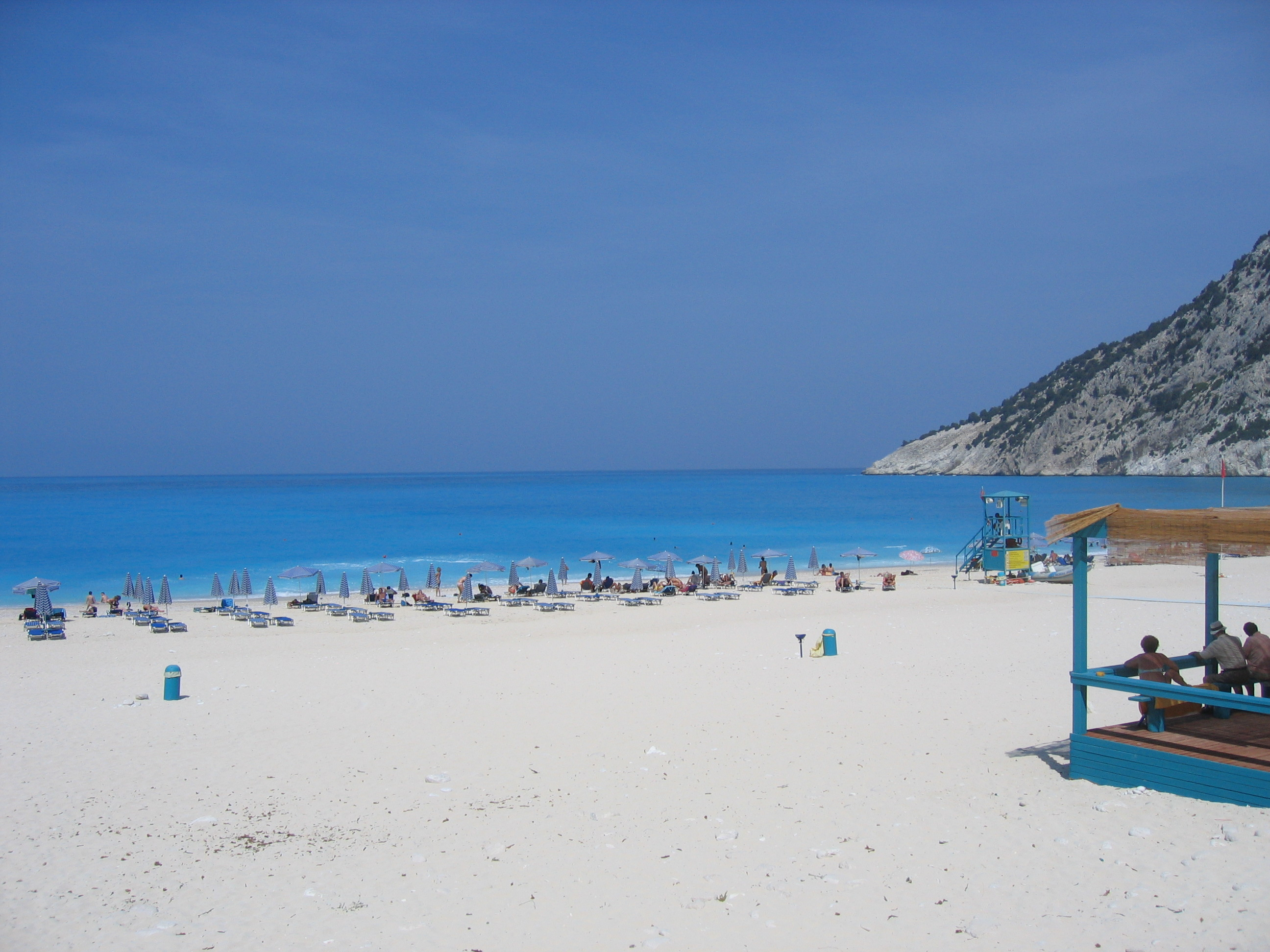
Taverne près de la plage
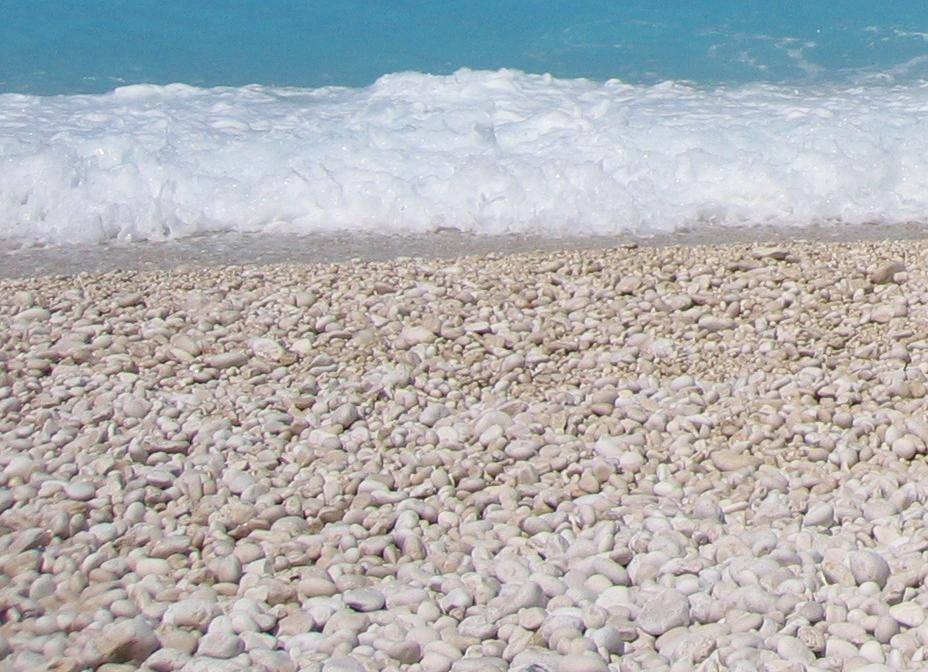
Plage de galets blancs de Mýrtos